# Antoine Arnauld
Antoine Arnauld   (París, 6 de febrer de 1612 (Julià) - Brussel·les, 8 d'agost de 1694), conegut com el Gran Arnauld, fou l'últim dels 20 fills de la nissaga Arnauld, estudià lleis i teologia.

## Vida i obra
Fou l'últim dels fills de la família, i cuidaren d'ell, des del set anys en què perdé el pare, la seva germana Angèlica Arnauld i Jean du Vergier de Hauranne (abat de Saint-Cyran). Estudià lleis i es dedica amb ardor a la teologia, les obres de Sant Agustí foren les llegides amb preferència. El 1641 fou ordenat presbiter i rebé el doctorat. El 1643, en què morí Richelieu, va ser nomenat professor en la Sorbona, gràcia que el 1638 ja havia sol·licitat en va, car aquell cardenal li havia impedit per les seves relacions amb Saint-Cyran.
Des de la seva ordenació la seva vida fou una moguda i polèmica, carregada de força i violència retòrica. Els jesuïtes foren el seu cavall de batalla favorit. Contra la Companyia de Jesús publicà el seu llibre Téologie moral des Jesuïtes (1643). Fou jansenista fervent, i durant la seva vida pública literària conduí el moviment del jansenisme. Amb el seu llibre De la fréquente Communion, en el qual pretengué allunyar de l'Eucaristia als fidels amb el pretext de requerir unes condicions de santedat inassequibles, propòsit que aconseguí en diverses parts de França. Segons testimoni de Sant Vicenç de Paül, produí en la pietat una verdadera revolució.
Amb motiu d'haver estat denunciat des del púlpit de Notre-Dame pel doctor Habert, de París, el llibre condemnat el 1641, Augustinus de Cornelius Jansen, Arnauld contestà defensant la doctrina jansenista en dos Apologie de M. Jansenius. La lluita es continuà en haver extret el doctor Cornet de l'Augustinus, cinc proposicions per les que sol·licità condemnació. Arnauld contestà amb les seves Considerations sur l'entreprise, per les quals intentà provar que el que es condemnava era la doctrina del mateix Sant Agustí.
Jansenista també fou el llibre, publicat a continuació, Apologie pour les Saints Pères de l'Eglise, defenseurs de la grâce de Jésus-Christ contre les erreurs qui leur sont imposées. Per la Butlla d'Innocenci X, Cum Occasione, de 1653, i a petició dels catòlics auxiliats per sant Vicenç de Paül, foren condemnades aquelles cinc proposicions, com a herètiques les quatre primeres, i la cinquena com a falsa i temerària. Una cèlebre controvèrsia s'originà en haver de subscriure els jansenistes la condemnació. Si l'Església, deien ells, és infalible al jutjar de la doctrina d'un llibre, deixa de ser-ho quan passa a atribuir-la a determinat autor o llibre. El 1655, Arnauld va escriure dues Cartes al duc de Liancourt, al que el sacerdot Picoté havia promès absoldre si no s'adheria a la butlla condemnatòria. Indignaren fins a tal punt els professors de teologia de París la tossudesa i la petulància d'Arnauld en afirmar en les Cartes que l'Augustinus no conté les cinc proposicions, així com que la gràcia no ajuda mai més al que pecà, que per un nombre de 130 doctors es signà la seva expulsió de la facultat.
Mentre Pascal amb les seves Cartes provinciales prengué la defensa d'Arnauld, l'Assemblea del Clero (1656) i després Alexandre VII en la seva butlla Ad Sacram, afirmaven que les cinc proposicions estan en l'Augustinus i que foren interpretades en el sentit de l'autor. Una nova butlla d'aquell papa fou necessària perquè amenaçant amb el rigor de les penes canòniques i civils subscrivissin els jansenistes la condemna de les cinc proposicions. A quatre bisbes que si resistiren el jutjaria un consell nomenat per Lluís XIV quan morí Alexandre VII. En nom dels dissidents Arnauld redactà un escrit pel que es deia que el papa atemptava contra la llibertat gal·la en jutjar als bisbes francesos. Amb tot, signaren, si bé per mera fórmula. El papa successor, Climent IX, sobreseia tot procés, en atenció a la submissió, acte que es coneix amb el nom de Pau clementina. Per aquest temps Arnauld va compondre amb col·laboració amb Nicole les obres La perpetuité de la foi de l'Eglise catholique sur l'Eucharistie, que va merèixer les felicitacions de Climen IX i Innocenci XI, i Renversement de la morale de Jésus-Christ par les calvinistes. Malgrat d'això l'autor no deixa de fer secretament propaganda de les idees jansenistes des de l'Abadia de Port-Royal, en la qual es va acollir després de la seva expulsió de La Sorbona. Tot i així, va haver d'estar amagat en diferents ocasions fugint de la persecució catòlica contra els jansenistes.

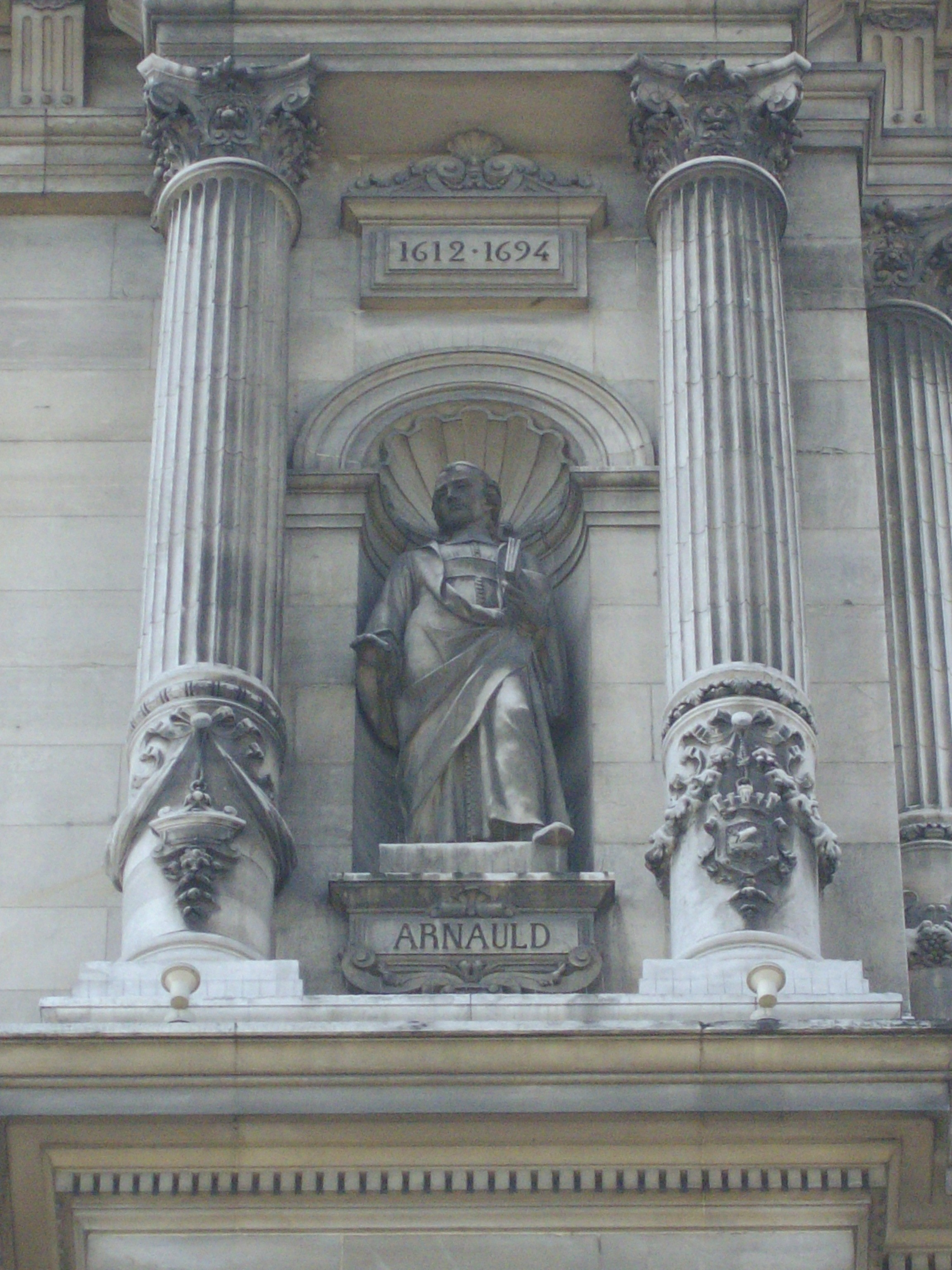
Estàtua d'Arnauld a la façana de l'ajuntament de París.

Quan va creure madur el fruit de la seva campanya fugí, per temor, a Holanda (1679), on va romandre fins a la seva mort. Durant aquest quinze anys d'activitat bel·licosa, escriví la seva Apologie du clergé et des catholiques d'Anglaterre contre le ministre Jurieu 1681, que conté contra aquell adalil protestant atacs que Jurieu contestà amb L'Esprit de M. Arnauld, una diatriba continuada. El 1883, va combatre el P. Malebranche amb el tractat Des vraies et des fausses idées i a Reflexions filosòfiques i teològiques (1685) fins que el segon es cansà de continuar donant espectacles de personalismes. En cinc llibres renovà des de 1690 els antics atacs contra els jesuïtes, amb el qual seguí els que el jansenista Pontchâteau acabava de dirigir a les missions d'aquells pares. Al compondre el sisè llibre La calumnia el sorprengué la mort. El seu cor fou portat a Port-Royal. Nicolas Boileau-Despreaux, Jean Racine i Jean Santeuil li dedicaren epitafis, però la pròpia abadia de Port-Royal va ser totalment derruïda el 1709 per ordre directa de Lluís XIV.
Malgrat ser incansable i virulent com polemista i erudit, i subtil lògic com escriptor, no coneixia l'art de la persuasió i agradar. Els seus escrits, en nombre extraordinari, són poc llegits, a excepció de les seves Logique ou l'art de penser (1662), coneguda com Lògica de Port-Royal, i Grammaire générale et raisonnée, coneguda també com a Gramàtica de Port Royal.
Entre 1775 i 1783 es van publicar a Lausana quaranta-tres volums amb les seves obres, conegudes haitalment com "OA".

## Obres més notables
Les seves obres més notables són les següents (amb el número de volum a les Obres Arnauld OA)
- 1641: Traduction du Discours latin prononcé par M. Arnauld en recevant le Bonnet de Docteur, OA, 43
- 1643: De la fréquente communion, OA, 27
- 1644: Première Apologie pour Jansénius, OA, 16
- 1645: Seconde Apologie pour Jansénius, OA, 17
- 1656: Dissertatio theologica quadripartita, OA, 20
- 1656: Vera S. Thomae de gratia sufficiente et efficaci doctrina dilucide explanatae, OA, 20
- 1660: Grammaire génerale et raisonnée, OA, 16
- 1662: La Logique ou l’Art de penser, OA, 16
- 1667: Nouveaux éléments de géométrie, OA, 42
- 1680: Examen d’un Ecrit qui a pour titre: Traité de l’essence du corps, et de l’union de l’âme avec le corps contre la philosophie de M. Descartes, OA, 38
- 1682: Nouvelle Défense de la Traduction du Nouveau Testament, OA, 7
- 1683: Des vraies et des fausses idées, OA, 38
- 1684: Dissertation sur les Miracles de l’ancienne loi, OA, 38
- 1684: Défense contre la Réponse au Livre des vraies et des fausses Idées, OA, 38
- 1685: Neuf lettres de M. Arnauld au R.P. Malebranche sur les idées génerales, la grâce et l’étendue intelligible, OA, 39
- 1685: Réflexions philosophiques et théologiques sur le nouveau système de la nature et de la grâce, OA, 39
- 1688: Instruction, par demandes & par réponses touchant l’accord de la Grace avec la liberté, OA, 10
- 1689: Humanae Libertatis Notio, OA, 10
- 1693: Règles du bon sens, OA, 40